# 蕭正德
蕭正德（5世纪？—549年8月8日），字公和，南梁臨賀王，為梁武帝蕭衍之姪，臨川王蕭宏的第三個兒子。

## 生平
蕭衍由於早年無子，便收蕭正德為养子；501年，萧衍的长子蕭統出生，第二年蕭衍稱帝，之後蕭衍封蕭統為太子。萧正德仅封为西丰侯，食邑五百户。引發蕭正德的不滿。而蕭正德也長期行為偏差，品德很差，曾經有過在建康殺人越貨的行為；而且蕭正德也一度投奔北魏，但因不得志才回到南梁，每一次蕭正德的錯誤行為，都得到梁武帝的寬宥，並沒有得到很嚴厲的懲罰。532年，授信武將軍、吳郡太守（有中軍參軍顧協），再遷侍中、撫軍將軍，封臨賀王，食邑二千戶，後遷左衛將軍。
侯景發動叛亂時，蕭正德被梁武帝任命防守建康城；但是蕭正德卻與侯景勾結，結果蕭正德派船支援侯景的軍隊，侯景便攻至台城，包圍梁武帝；侯景便於548年擁立蕭正德為皇帝，改元正平元年。但是在549年台城被攻陷之後，蕭正德便被侯景廢為侍中、大司馬。蕭正德也因此對侯景有所批評，並祕密跟堂兄弟鄱陽王蕭範通信，請蕭範攻擊侯景，最後侯景便矯詔缢死蕭正德。

## 家庭
萧正德与妹长乐公主私通，放火烧其宅，将一婢女绑起来加以金玉装饰，诈称长乐公主被烧死，称长乐公主为“柳夫人”，并生下二子。长子蕭見理，在蕭正德稱帝後被封為太子；但是蕭見理卻在搶劫商賈時被流矢射死。另有一女嫁侯景为妻。

## 延伸阅读
[在维基数据编辑]
 《梁書·卷55》，出自姚思廉《梁書》